# Municipio de Union (condado de Wayne)
El municipio de Union (en inglés: Union Township) es un municipio ubicado en el condado de Wayne en el estado estadounidense de Iowa. En el año 2010 tenía una población de 233 habitantes y una densidad poblacional de 2,51 personas por km².

## Geografía
El municipio de Union se encuentra ubicado en las coordenadas 40°51′27″N 93°16′9″O / 40.85750, -93.26917. Según la Oficina del Censo de los Estados Unidos, el municipio tiene una superficie total de 92.94 km², de la cual 92,83 km² corresponden a tierra firme y (0,13 %) 0,12 km² es agua.

## Demografía
Según el censo de 2010, había 233 personas residiendo en el municipio de Union. La densidad de población era de 2,51 hab./km². De los 233 habitantes, el municipio de Union estaba compuesto por el 97,85 % blancos, el 0,43 % eran afroamericanos, el 0,43 % eran amerindios, el 0,86 % eran asiáticos y el 0,43 % eran de una mezcla de razas. Del total de la población el 0 % eran hispanos o latinos de cualquier raza.